# Бурлыкский сельсовет
Бурлыкский сельсовет — сельское поселение в Беляевском районе Оренбургской области Российской Федерации.
Административный центр — посёлок Бурлыкский.

## История
Статус и границы сельского поселения установлены Законом Оренбургской области от 2 сентября 2004 года № 1424/211-III-ОЗ «О наделении муниципальных образований Оренбургской области статусом муниципального района, городского округа, городского поселения, установлении и изменении границ муниципальных образований»

## Население
| 2010  | 2012  | 2013  | 2014  | 2015  | 2016  | 2017  |
| ----- | ----- | ----- | ----- | ----- | ----- | ----- |
| 1312  | ↘1277 | ↘1265 | ↘1232 | ↘1206 | ↘1189 | ↘1152 |
| 2018  | 2019  | 2020  | 2021  |       |       |       |
| ↘1124 | ↘1091 | ↘1069 | ↘1035 |       |       |       |

## Состав сельского поселения
| № | Населённый пункт | Тип населённого пункта          | Население |
| - | ---------------- | ------------------------------- | --------- |
| 1 | Бурлыкский       | посёлок, административный центр | 679       |
| 2 | Красноуральск    | село                            | 234       |
| 3 | Листвянка        | посёлок                         | 221       |
| 4 | Новоорловка      | посёлок                         | 178       |